# Ion Codreanu
Ion Codreanu, romunski general, * 1891, † 1960.